# Rolf Snethlage
Rolf Hubert Karl Snethlage (* 11. August 1944; † 4. Februar 2022) war ein deutscher Geologe, Mineraloge, Denkmalpfleger und Hochschullehrer.

## Leben
Rolf Snethlage studierte Geologie und Mineralogie an der Universität München und wurde dort 1974 mit einer Arbeit Über die Methode der Einstellung von Sauerstoffpartialdrucken durch Oxidgleichgewichte und deren Anwendung bei der Untersuchung von Mischkristallbeziehungen im System FeO – Fe2O3 – Cr2O3 promoviert. Er habilitierte sich ebenfalls in München 1983 mit einer Arbeit zur Sandsteinkonservierung. Von 1979 bis zum Ruhestand 2009 war er beim Bayerischen Landesamt für Denkmalpflege tätig. Dort gründete und leitete er als Hauptkonservator das Zentrallabor.
Snethlage lehrte an der Ludwig-Maximilians-Universität München und der Technischen Universität München sowie an der Universität Bamberg. Sein Forschungsgebiet waren insbesondere Methoden der Steinkonservierung in der Denkmalpflege.

## Publikationen (Auswahl)
- mit Michael Pfanner: Leitfaden Steinkonservierung. Fraunhofer IRB. 5. Aufl. 2020 ISBN 978-3-7388-0307-5
- mit Martin Mach: Umweltbedingte Gebäudeschäden. Hrsg.: Bayerisches Landesamt für Denkmalpflege. München Lipp 1986 ISBN 978-3-87490-830-6
- mit Carolin Pfeuffer, Wolfram Köhler: Risikoziffer – Umweltschäden an Marmor und Sandsteinskulpturen erfassen und objektiv bewerten. Hrsg.: Rainer Drewello; Institut für Archäologische Wissenschaften, Denkmalwissenschaften und Kunstgeschichte der Otto-Friedrich-Universität Bamberg. Bamberg : University of Bamberg Press 2018 https://opus4.kobv.de/opus4-bamberg/frontdoor/index/index/docId/51093
- Steinkonservierung: Hrsg.: Bayerisches Landesamt für Denkmalpflege. München: Lipp 1984 ISBN 978-3-87490-548-0